# 加卡魯德村
加卡魯德村（波斯語：گركرود），是伊朗吉兰省阿姆拉什县兰库区沙布庫斯拉特鄉的一个村。2006年人口普查顯示該村人口为1519人，分佈在409个家庭中。